# Joan Josep Blay i Màñez
Joan Josep Blay i Máñez (Gavà, 4 d'abril de 1955) és músic, saxofonista, compositor, pedagog musical, i musicoterapeuta.
Va estudiar saxofon i harmonia, contrapunt i composició al CSMMB. Ha fundat i ha estat intèrpret dels grups musicals Blay Tritono, cobla Mediterrània i Quartet Sax de saxòfons. Ha compost música de cambra, simfònica, música per a cobla, sardanes i música per a infants entre d'altres. Guanyà el primer Premi Ramon Serrat per a Joves Compositors de Cobla el 1987 amb Cançó de falda per l'albada; el 1990, la seva obra Quatre cançons obtingué el Premi Ceret-Banyoles en la modalitat Obres per a Cobla i el 2002 va ser distingit amb el Premi Manuel Saderra, del mateix concurs, per la suite per a cobla i percussió Le Cirque des étoiles

## Obra
- De bruixes i remeires.[9]
- Cantem i toquem[10]